# 教職員支援機構
独立行政法人教職員支援機構（きょうしょくいんしえんきこう、National Institute for School Teachers and Staff Development：NITS）は、主に国公私立学校の教職員に対する研修、教育職員免許法に基づく免許状更新講習の認定や教員資格認定試験を行う日本の機関である。旧称は独立行政法人教員研修センター。

## 概要
設立根拠法は独立行政法人通則法及び独立行政法人教職員支援機構法。独立行政法人通則法に基づく、中期目標管理法人たる独立行政法人である。主務大臣は文部科学大臣で文部科学省（初等中等教育局教職員課）主管。
- 所在地：茨城県つくば市立原3番地

## 交通アクセス
文教系・建設系研究機関が集まる地域の一角にある。いずれも近隣駅から路線バスとなる。
- 首都圏新都市鉄道つくばエクスプレスつくば駅（つくばセンターバス停）より
  - 関東鉄道建築研究所行き、下妻駅行き「教職員支援機構」停留所下車
  - つくバス北部シャトル筑波山口行き「大穂窓口センター」停留所下車
- 研究学園駅より
  - つくバス作岡シャトル寺具行き「大穂窓口センター」停留所下車
- 関東鉄道常総線下妻駅より
  - 関東鉄道つくばセンター行き、学園並木行き「教職員支援機構」停留所下車

## 沿革
- 1977年（昭和52年）4月27日 - 国立教育会館筑波分館として建物の竣工式を挙行[2]。現職の教職員向けに長期の宿泊を伴う研修を行うことを目的としていた[3]。開館当時、最新鋭の視聴覚総合教育システムを有し、年間延宿泊者数は7万人に達していた[3]。
- 2001年（平成13年）4月1日 - 独立行政法人教員研修センターとして設立。
- 2017年（平成29年）4月1日 - 独立行政法人教職員支援機構に名称変更。